# Curve Finance
Curve Financeは、ステーブルコインの交換（スワップ）に特化した、中央集権的な金融機関を介さない分散型金融（DeFi）プラットフォームの1つである。ブロックチェーン技術を活用して仮想通貨の金融サービスを提供しており、初めてPrice Impactを抑えたステーブルコイン同士のスワップの仕組みを開発した。
現時点（2023年10月10日)では、Curveへの預け入れ金額（TVL）は約18億ドルとなっており、全ての分散型取引所の中での2番目に多い。
Ethereumを中心に、BNB Smart Chain(旧：Binance Smary Chain)やPolgon Network等の計10チェーンで利用可能。
独自のガバナンストークンとして、仮想通貨CRVが存在している。Curveの分散型自律組織であるCurveDAOの投票権として機能したり、流動性プールへの仮想通貨提供のインセンティブ報酬として利用されたりする。

## 歴史
2019年にサンフランシスコを拠点とするコンピュータセキュリティ会社のCTOとして勤務していたソフトウェアエンジニア、Michael EgorovによってCurve Financeは開発された。当初はStableSwapという名称で紹介され、2020年1月に正式ローンチされた際にCurve Financeという名称に変更された。
2021年6月にCurveのバージョン2であるCurve V2がローンチされた。TriCryptoと呼ばれる流動性プールが導入され、ステーブルコイン以外のETH・BTC等の安定したスワップも実現した。
2023年7月に、プログラミング言語Vyper脆弱性を利用し、約4600万ドル相当のETH・CRVがハッカーにより盗まれた。ハッカーは「プロジェクト救済のためで悪意はなく、ホワイトハットとして資産を確保した」と主張し、一部を報酬として請求する形で返金が行うことで法的に追及は行われない形となった。

## AMMの概要
Curve FinanceにはStableSwap（ステーブルスワップ）と呼ばれるAMMの仕組みが導入されており、ステーブルコイン同士やstETH/ETHといった実態として等価な流動性プールで利用される。
ユニスワップが開発したAMMでは、「xy=一定」に従って常にスリッページが発生して仮想通貨の価格が変化する。従って、ステーブルコイン同士のような価値が等しい流動性プールの作成には適さなかった。
StableSwapは「xy=一定」と「x+y=一定」のグラフを組み合わせた形状をしており、需給のバランスが大きく崩れない限りはx+y=一定としてAMMが機能し、スリッページが発生しづらくなっている。需給のバランスが大きく崩れた場合に限り、xy=一定のような価格変化が発生するAMMとして機能する。
ユニスワップやパンケーキスワップといったその他の分散型取引所でステーブルコイン同士でスワップを行う場合も、Curve FinanceのStableSwapのAMMの仕組みが活用されている。